# Edith Sitwell (Lewis)
Edith Sitwell es un retrato de la poeta y crítica británica Edith Sitwell realizado por Wyndham Lewis. Se comenzó en 1923 y se abandonó hasta 1935 cuando se terminó. Está en la colección de la institución Tate.

## Descripción e historia
El retrato de Wyndham Lewis muestra a la poeta y crítica británica Edith Sitwell sentada con los ojos entrecerrados y con estanterías al fondo. Sitwell, que procedía de la aristocrática familia Sitwell, formaba parte de una élite cultural, y la ambientación de la pintura sugiere aprendizaje y literatura. La imagen está estilizada de una manera influenciada por el futurismo, pero muestra la ambición de Lewis de ir más allá del futurismo. Tiene similitudes con un retrato más abstracto que Lewis pintó en 1920, titulado Praxitella. El crítico de arte Paul Edwards dice que parece seguir el dicho establecido en la novela Tarr (1918) de Lewis, que «explica que las obras de arte no tienen un 'interior', un 'ego inquieto' viviendo en su interior, sino que tienen una especie de versión 'muerta' de vivir solo a través de sus formas y superficies».
Lewis comenzó a trabajar en el retrato encargado de Sitwell en 1923. En ese momento era cercano de los ricos Sitwell y esperaba desarrollar una relación a largo plazo en la que lo apoyarían financieramente. Según Edith Sitwell, modeló durante seis días a la semana durante un período de diez meses, pero «las maneras de Lewis se volvieron tan amenazantes» que dejó de hacerlo, razón por la cual el retrato no tiene manos. Lewis abandonó el trabajo en la pintura en octubre de 1923, cuando no pudo pagar el alquiler de su estudio y tuvo que dejarlo. Lo retomó y lo terminó en 1935.  En ese momento era hostil a los Sitwell y los veía como meros aficionados en sus esfuerzos culturales.  Sobre Edith Sitwell, más tarde escribió: «Somos dos buenos viejos enemigos, Edith y yo, inseparables de hecho. No creo que deba exagerar si me describiera como el enemigo favorito de la señorita Edith Sitwell».
Edward Beddington-Behrens compró la pintura a Lewis en 1936. La prestó a la Tate Gallery entre 1936 y 1939, y la entregó al museo en 1943. Sitwell escribió un relato de la sesión en un artículo para The Observer, publicado el 27 de noviembre de 1960. The Independent describió la pintura en 2010 como parte de una serie de artículos sobre «grandes obras».

## Lectura adicional
- Sitwell, Edith (27 de noviembre de 1960). «Personal Encounters 3: Hazards of Sitting for my Portrait». The Observer. p. 24.

- Datos: Q28533439